# Université de Cần Thơ
 (mars 2016).
Si vous disposez d'ouvrages ou d'articles de référence ou si vous connaissez des sites web de qualité traitant du thème abordé ici, merci de compléter l'article en donnant les références utiles à sa vérifiabilité et en les liant à la section « Notes et références ».
L'université de Cần Thơ (en vietnamien : Trường Đại học Cần Thơ) est une université de la ville de Cần Thơ (région du delta du Mékong). 
Fondée en 1966, c'est une université pluridisciplinaire et une université de premier plan dans la région du delta du Mékong. C'est également l'une des universités les plus importantes au Vietnam.[réf. nécessaire]
Elle comporte des départements de droit, d’économie, de langue anglaise, de physique, de mathématiques, de littérature, de géologie, d'histoire et de biologie. 